# Limp Bizkit
Limp Bizkit is een Amerikaanse nu-metal- en rapcoreband uit Jacksonville (Florida). De band heeft wereldwijd al meer dan 50 miljoen albums verkocht.
De huidige bandleden zijn zanger Fred Durst, bassist Sam Rivers, drummer John Otto (Rivers’ neef) en gitarist Wes Borland. De gitarist Wes Borland verliet de band in 2001 nadat de band drie albums had uitgebracht. Hij werd vervangen door Mike Smith, die meewerkte aan het vierde album van de band, Results May Vary. Borland kwam terug in 2004 en werkte mee aan The Unquestionable Truth (Part 1), om vlak daarna in 2005 de band alweer te verlaten. Daarna werkte hij aan verschillende projecten zoals zijn eigen band Black Light Burns, Fear and the Nervous System, Jonathan Davis & the SFA en Marilyn Manson. Op 12 februari 2009 werd op de officiële website van de band bevestigd dat alle vijf originele bandleden weer bij elkaar komen en op wereldtour gaan. In augustus 2009 raakte bekend dat ze bezig waren aan een nieuw studioalbum. Fred Durst heeft op zijn Twitteraccount aangegeven dat Gold Cobra op 7 juni 2011 zou uitkomen, een paar dagen later werd de releasedatum verschoven naar 28 juni 2011. Limp Bizkit was te zien als headliner op de Belgische Graspop Metal Meeting in Dessel op 23 juni 2012.

## Beginjaren

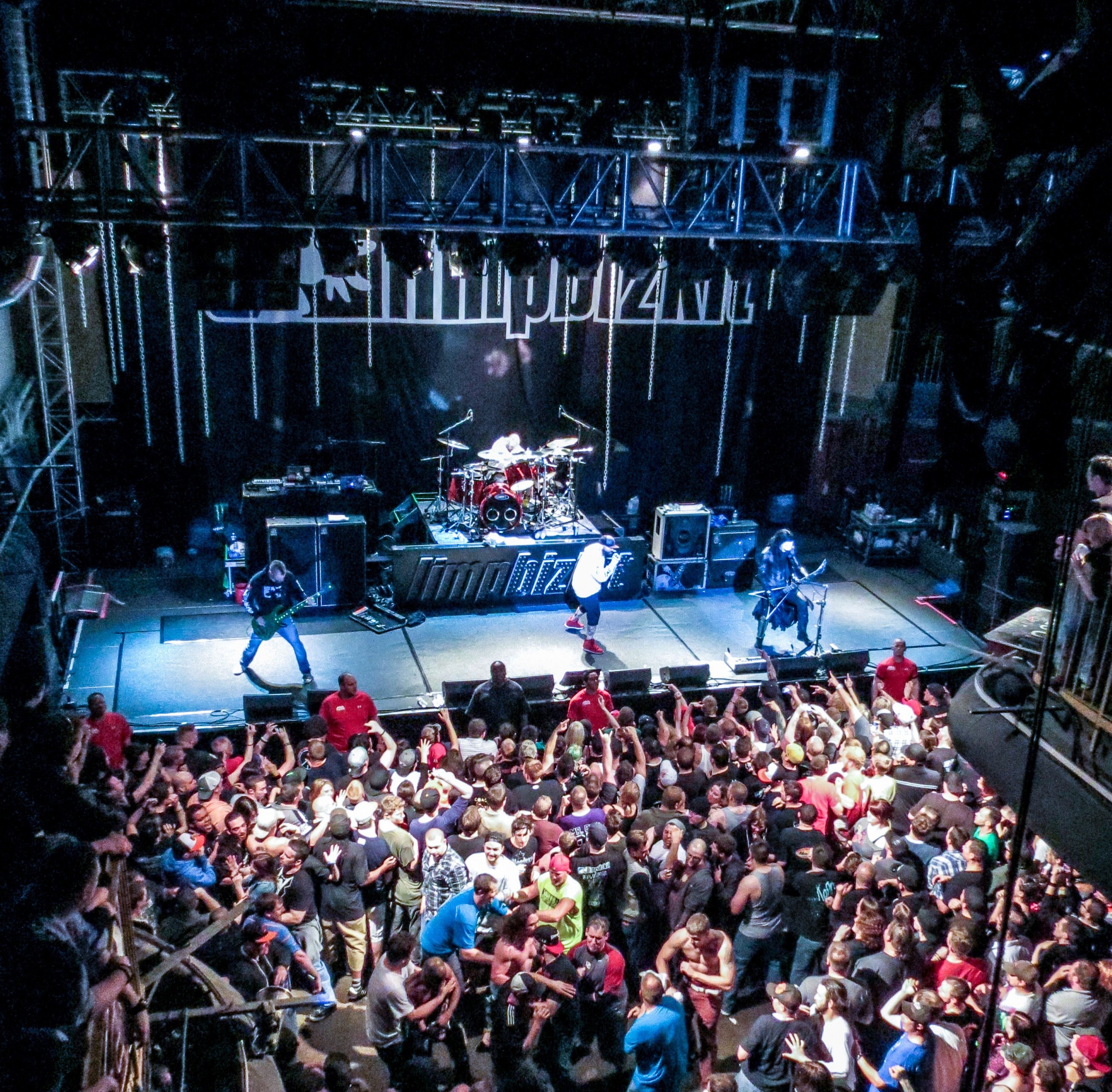
Limp Bizkit in Rams Head, Baltimore, 3 mei 2013

Fred Durst woonde in Jacksonville, waar hij Sam Rivers ontmoette. Rivers was door zijn neef, John Otto, die drummer was in Keystone, in aanraking gekomen met muziek. Durst vroeg Rivers of hij een keer wilde samenkomen om te jammen, waarbij Rivers Otto meebracht. Met zijn drieën vormden zij de voorloper van Limp Bizkit. Het trio vond in Rob Waters een gitarist, waardoor in 1995 Limp Bizkit ontstond. Waters bleef echter niet lang lid van de band. Terry Balsamo was in die tijd ook heel even lid van de band.
De eerste demo van de band, getiteld Mental Aquaducts, was opgenomen met Rob, maar kort daarna verliet hij de band. Otto stelde de groep voor aan Wes Borland, die hij kende van school, voor de open gekomen gitaristpositie. Otto noemde Borland niet alleen een artiest, maar ook een uitstekende gitarist. Durst had hem zien spelen in verschillende clubs en wilde hem graag bij de band halen. Durst ging naar Philadelphia en liet de andere bandleden achter met de boodschap om met Wes Borland te gaan praten en om te zien of hij bij de band wilde komen. Wes ging op het aanbod in en de avond dat Fred Durst terugkwam in Jacksonville stond er al een show op het programma. Fred en Wes zagen elkaar voor het eerst, oefenden een halfuur en speelden de show.
De band ging door met het spelen van verschillende shows, hun meest bespeelde podium was The Milkbar in Jacksonville. In 1995, ontmoette Fred Durst de leden van de band KoЯn toen zij een show speelden in de buurt van Jacksonville. Durst, een tatoeëerder, gaf KoЯn-bassist Raginald Arvizu verschillende tatoeages en de twee raakten bevriend. Durst gaf KoЯn ook Limp Bizkits eerste demotape, opgenomen met Rob Waters, maar ze vonden het niks speciaals. Maar toen Wes Borland in de band kwam, werd een tweede demo opgenomen en deze keer was KoЯn wel onder de indruk. De drie nummers op de demo waren “Counterfeit”, “Stuck”, en “Pollution”, die alle drie ook op het debuutalbum Three Dollar Bill, Y'all$ zouden komen. Reginald Arvizu gaf de demo aan Ross Robinson, de producer voor KoЯn op dat moment, en ook hij was onder de indruk. Ross gaf Limp Bizkit een contract en maakte zijn intentie om met de band te produceren kenbaar. Daarnaast ontmoette Durst bij een Garbage-concert Jordan Schur en liet hem zijn demo horen in diens auto. Schur was onder de indruk en wilde Limp Bizkit graag een contract geven bij zijn label, Flip Records. Rond deze tijd werd Limp Bizkit ook geboekt om te toeren met Deftones en House Of Pain, waarvan de dj, DJ Lethal, later bij Limp Bizkit zou komen.
Vlak voordat de band een platencontract kreeg, gebeurde er nog iets wat de band vormde. Hoe het verhaal precies is gegaan is onduidelijk, doordat er verschillende versies van zijn. Naar het schijnt gebeurde het echter nadat Wes Borland de band had verlaten. De rest van de band wilde wel verdergaan zonder hem, en stond op het punt om te tekenen bij Mojo Records, een onderdeel van MCA. De band zag bij Mojo meer mogelijkheden en verkoos dit grote label daarom boven het kleinere Flip Records. Durst belde met Jordan Schur en vertelde, met spijt, dat ze Mojo als platenlabel hadden gekozen. Hij vertelde ook dat de band met een busje naar Los Angeles zou reizen om daar het contract te tekenen en dat het alleen niet door zou gaan als het busje over de kop zou gaan. In plaats van een grap bleek deze uitspraak later een voorspelling te zijn. Toen het busje van de band door Texas reed, viel de bestuurder in slaap op het stuurwiel en ging het busje over de kop. Het rolde enkele keren alvorens op zijn dak te landen. Hoewel iedereen er met slechts een paar schrammen van afkwam, was de mening van de band compleet veranderd. Zij zagen het als een teken dat ze niks moesten doen met Mojo. Iedereen, onder wie Ross Robinson, begon Wes Borland te bellen om ervoor te zorgen dat hij terug in de band zou komen. Toen Wes uiteindelijk terug was, belde Fred naar Jordan Schur om te vertellen dat ze vonden dat ze een grote fout hadden begaan en dat het ongeluk een teken was. Flip kocht voor $200.000 de contracten met Mojo af. Toen dat afgehandeld was, tekende Limp Bizkit bij Flip. Als klein label ging Flip samenwerken met Interscope om het eerste album van de band te distribueren.

## Three Dollar Bill, Y'all$ (1997–1998)
Three Dollar Bill, Y'all$, de eerste LP van Limp Bizkit, werd in 1997 uitgebracht door Interscope. Het album deed het maar matig in de Billboard 200 ten tijde van de release, hoewel het over tijd wel stabiele verkoopcijfers had door het vele toeren van de band. Pas toen Limp Bizkit nauwer ging samenwerken met KoRn, waardoor de muziek gepromoot kon worden via MTV, Warped Tour, Family Values Tour, Ozzfest en The Trail of Tears, ging het beter met het album en kwam het tot nummer 25 in de hitlijsten. Vooral de optredens op Ozzfest maakten indruk, doordat de set waarop werd gespeeld bestond uit een gigantisch toilet. Bij het begin van de optredens kwam de band uit het toilet geklommen, waarbij Fred zei: “We’re coming straight to you from the sewer” en “I am a piece of shit, and my band is a piece of shit”. Sam Rivers zei hierover in MTV Driven dat hun muziek door al het negatieve gemotiveerd wordt en dat deze uitspraken hen helemaal oppepte voor de shows. Ook de make-up van Wes Borland liet bij de fans indruk achter. De eerste single van het album was “Counterfeit”, maar het begon pas echt te lopen toen de George Michael-cover “Faith” werd uitgebracht. Het nummer kwam op de soundtrack van Peter Bergs film Very Bad Things die in 1998 uitkwam. Naar het schijnt kostte het de band slechts 10 minuten om het nummer samen te stellen. Later in dat jaar werkte Fred Durst mee met KoRns derde album in het nummer “All In The Family”, een soort rap-battle. Het album had ook een tweede cd waarop vier remixen van het nummer stonden en multimedia met daarop interviews met Durst, Borland en de leden van KoRn.
Een ander idee dat de band uniek maakte was 'Ladies Night In Cambodia'. Nadat Fred Durst had gezien dat er vooral jonge mannen naar de concerten kwamen, besloot hij dat er meer vrouwen zouden moeten komen. Hieruit vloeide het idee om tijdens deze tour vrouwen gratis binnen te laten. De tour was een groot succes en het zorgde ervoor dat er steeds meer vrouwen bij hun concerten kwamen, ook bij latere shows waarbij de gratis entree niet meer gold. Ook hier was de set erg origineel, omdat het podium er als een jungle uitzag (vandaar de naam Cambodia).

## Significant Other (1999–2000)
In 1999 brak Limp Bizkit wereldwijd door met hun tweede album Significant Other, dat debuteerde op nummer 1 van de Billboard 200 in de VS en positieve recensies kreeg. Van het album werden in de eerste week 834.000 exemplaren verkocht en wereldwijd zelfs 16 miljoen. De eerste single "Nookie" werd een grote hit op de radio, die doordrong tot de top 10 van zowel de rap- als rockhitlijsten. Vervolgens werden de drie singles "Break Stuff", "Re-Arranged" en "N 2 Gether Now" (met medewerking van de hiphopartiest Method Man) tegelijkertijd uitgebracht. "N 2 Gether Now" werd een plaat waarnaar werd verwezen als een voorbeeld van Dursts poging om meer eenheid in plaats van rivaliteit tussen hiphop en rock te scheppen, het verschil in muziekgenres lichter makend. Op het album werd ook samengewerkt met de zangers Jonathan Davis van KoRn en Scott Weiland van Stone Temple Pilots in het lied "Nobody Like You".

## Leden
- Fred Durst - zang (1995-2005, 2009-heden)
- Sam Rivers - basgitaar (1995-2005, 2009-heden)
- Wes Borland - gitaar (1995-2001, 2004-2005, 2009-heden)
- John Otto - drums (1995-2005, 2009-heden)
- DJ Lethal - draaitafels/keyboards (1996-2005, 2009-2012, 2018-heden)

### Voormalige bandleden
- Mike Smith - gitaar (2002-2004)

## Discografie

### Albums
| Album met eventuele hitnotering(en) in de Nederlandse Album Top 100 | Datum van verschijnen | Datum van binnenkomst | Hoogste positie | Aantal weken | Opmerkingen                 |
| ------------------------------------------------------------------- | --------------------- | --------------------- | --------------- | ------------ | --------------------------- |
| Three Dollar Bill, Y'all$                                           | 01-07-1997            | -                     |                 |              |                             |
| Significant Other                                                   | 22-06-1999            | 10-07-1999            | 11              | 66           |                             |
| Chocolate Starfish and the Hot Dog Flavored Water                   | 16-10-2000            | 21-10-2000            | 1(1wk)          | 58           |                             |
| New Old Songs                                                       | 04-12-2001            | 22-12-2001            | 55              | 3            | Verzamelalbum / Remix-album |
| Results May Vary                                                    | 22-09-2003            | 04-10-2003            | 11              | 20           |                             |
| The Unquestionable Truth (Part 1)                                   | 01-05-2005            | 07-05-2005            | 85              | 1            |                             |
| Greatest Hitz                                                       | 04-11-2005            | -                     |                 |              | Verzamelalbum               |
| Gold Cobra                                                          | 24-06-2011            | 02-07-2011            | 23              | 5            |                             |
| Icon                                                                | 19-07-2011            | -                     |                 |              | Verzamelalbum               |
| Still Sucks                                                         | 31-10-2021            | -                     |                 |              |                             |

| Album met hitnotering(en) in de Vlaamse Ultratop 200 albums | Datum van verschijnen | Datum van binnenkomst | Hoogste positie | Aantal weken | Opmerkingen                 |
| ----------------------------------------------------------- | --------------------- | --------------------- | --------------- | ------------ | --------------------------- |
| Significant Other                                           | 1999                  | 14-08-1999            | 7               | 52           |                             |
| Chocolate Starfish and the Hot Dog Flavored Water           | 2000                  | 21-10-2000            | 1(2wk)          | 45           |                             |
| New Old Songs                                               | 2001                  | 22-12-2001            | 40              | 1            | Verzamelalbum / Remix-album |
| Results May Vary                                            | 2003                  | 04-10-2003            | 10              | 20           |                             |
| The Unquestionable Truth (Part 1)                           | 2005                  | 14-05-2005            | 92              | 2            |                             |
| Greatest Hitz                                               | 2005                  | 10-12-2005            | 68              | 3            | Verzamelalbum               |
| Gold Cobra                                                  | 2011                  | 09-07-2011            | 54              | 5            |                             |

### Singles
| Single met eventuele hitnotering(en) in de Nederlandse Top 40 | Datum van verschijnen | Datum van binnenkomst | Hoogste positie | Aantal weken | Opmerkingen                                  |
| ------------------------------------------------------------- | --------------------- | --------------------- | --------------- | ------------ | -------------------------------------------- |
| Nookie                                                        | 1999                  | 14-08-1999            | tip2            | -            | nr. 36 in de Single Top 100                  |
| N 2 Gether Now / Break Stuff                                  | 2000                  | 25-03-2000            | 22              | 9            | met Method Man / nr. 28 in de Single Top 100 |
| Take a Look Around                                            | 06-06-2000            | 15-07-2000            | 8               | 14           | nr. 7 in de Single Top 100                   |
| My Generation                                                 | 30-10-2000            | 11-11-2000            | 12              | 8            | nr. 14 in de Single Top 100                  |
| Rollin'                                                       | 22-01-2001            | 27-01-2001            | 16              | 8            | nr. 18 in de Single Top 100                  |
| My Way                                                        | 06-03-2001            | 16-06-2001            | 37              | 3            | nr. 56 in de Single Top 100                  |
| Boiler                                                        | 2001                  | 08-09-2001            | tip3            | -            | nr. 68 in de Single Top 100                  |
| Eat You Alive                                                 | 2003                  | 06-09-2003            | tip7            | -            | nr. 36 in de Single Top 100                  |
| Behind Blue Eyes                                              | 28-11-2003            | 29-11-2003            | 4               | 14           | nr. 5 in de Single Top 100                   |

| Single met hitnotering(en) in de Vlaamse Ultratop 50 | Datum van verschijnen | Datum van binnenkomst | Hoogste positie | Aantal weken | Opmerkingen |
| ---------------------------------------------------- | --------------------- | --------------------- | --------------- | ------------ | ----------- |
| Take a Look Around                                   | 2000                  | 22-07-2000            | 10              | 18           |             |
| My Generation                                        | 2000                  | 18-11-2000            | 23              | 11           |             |
| Rollin'                                              | 2001                  | 10-02-2001            | 23              | 12           |             |
| My Way                                               | 2001                  | 09-06-2001            | tip6            | -            |             |
| Eat You Alive                                        | 2003                  | 27-09-2003            | tip12           | -            |             |
| Behind Blue Eyes                                     | 2003                  | 13-12-2003            | 13              | 20           |             |

### NPO Radio 2 Top 2000
| Nummer met noteringen in de NPO Radio 2 Top 2000 | '15  | '16  | '17  | '18  | '19  | '20  | '21  | '22  | '23  | '24 |
| ------------------------------------------------ | ---- | ---- | ---- | ---- | ---- | ---- | ---- | ---- | ---- | --- |
| Behind Blue Eyes                                 | 1084 | 1231 | 1109 | 1127 | 1098 | 1202 | 1110 | 1155 | 1032 | 988 |

1. ↑  Een vetgedrukt getal geeft de hoogste notering aan.
2. ↑  2015 was het eerste jaar met een notering voor dit nummer.

### De Zwaarste Lijst
| Nummer      | '09* | '10* | '11* | '12* | '13 | '14 | '15 | '16 | '17 | '18 | '19 | '20 | '21 | '22 | '23 | '24 | '25 |
| ----------- | ---- | ---- | ---- | ---- | --- | --- | --- | --- | --- | --- | --- | --- | --- | --- | --- | --- | --- |
| Break Stuff | -    | -    | -    | -    | -   | -   | -   | -   | -   | -   | -   | -   | -   | -   | -   | -   | 40  |

- Tot 2012 had de Zwaarste Lijst 70 plaatsen. Dit werd vanaf 2013 verminderd tot 66.